# 貝合わせ

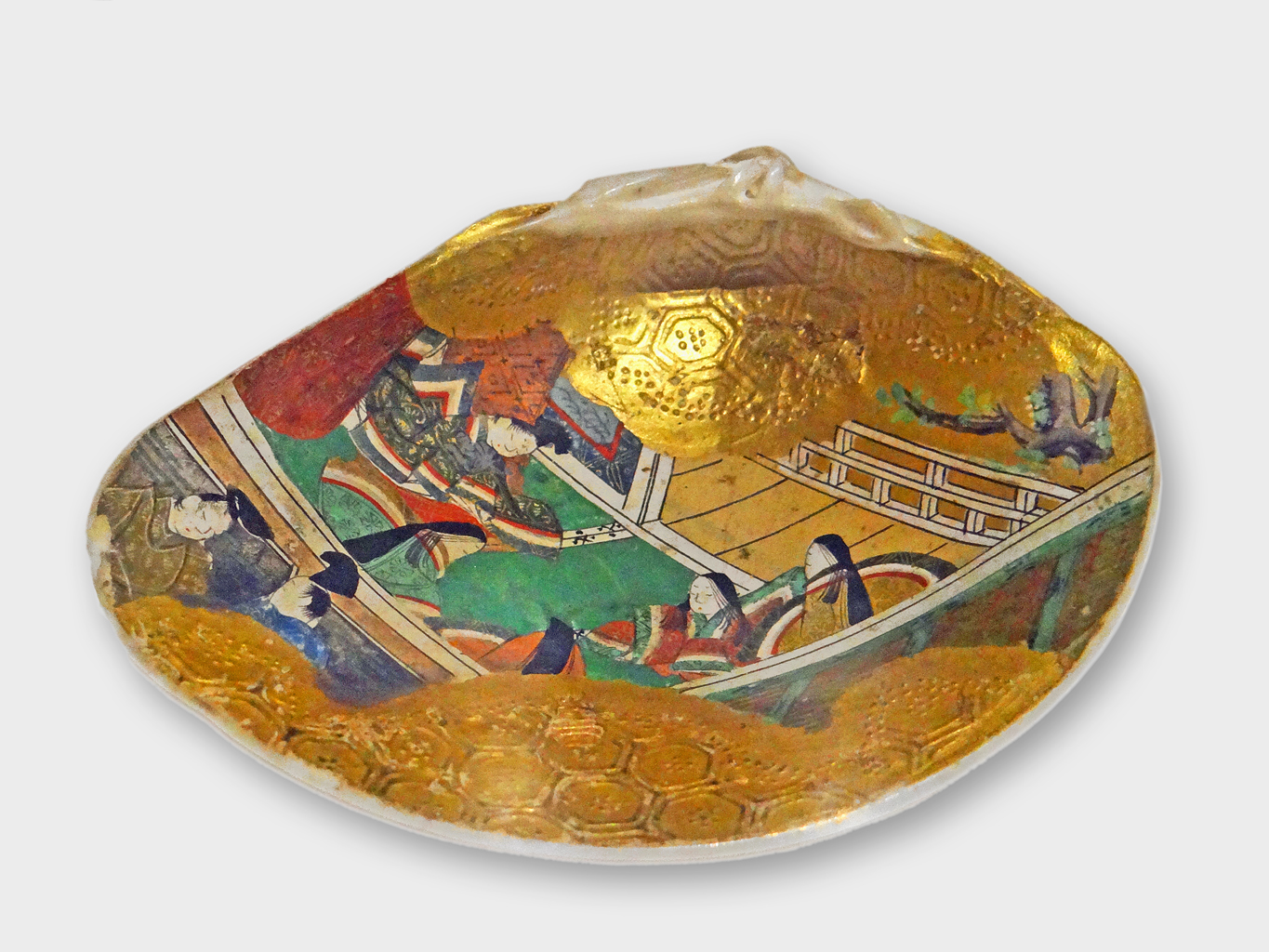
貝合わせの貝

貝合わせ（かいあわせ）は、平安時代から伝わる日本の遊び。

## 概要
貝合わせには次の二種がある。
1. 平安時代に行われていた物合わせの一種[1] - 貝合わせは本来、左右に分かれて、貝の形・色合い・大きさ・種類の豊富さで優劣を競う貴族たちの遊びであった[1]。
2. 平安時代末期から行われている貝殻を合わせる遊戯[1] - 360個のハマグリの貝殻を左貝（出貝、だしがい）と右貝（地貝、じがい）に分け、出貝に合う地貝を多く見つけ出した者を勝ちとする遊び[1]。

地貝と合致する出貝を探し出す遊戯としての貝合わせは元来貝覆いと呼ばれていたが、殻を合わせる所作から後に混同されて、同じく貝合わせと呼ばれるようになった。

## 貝覆いの遊び方

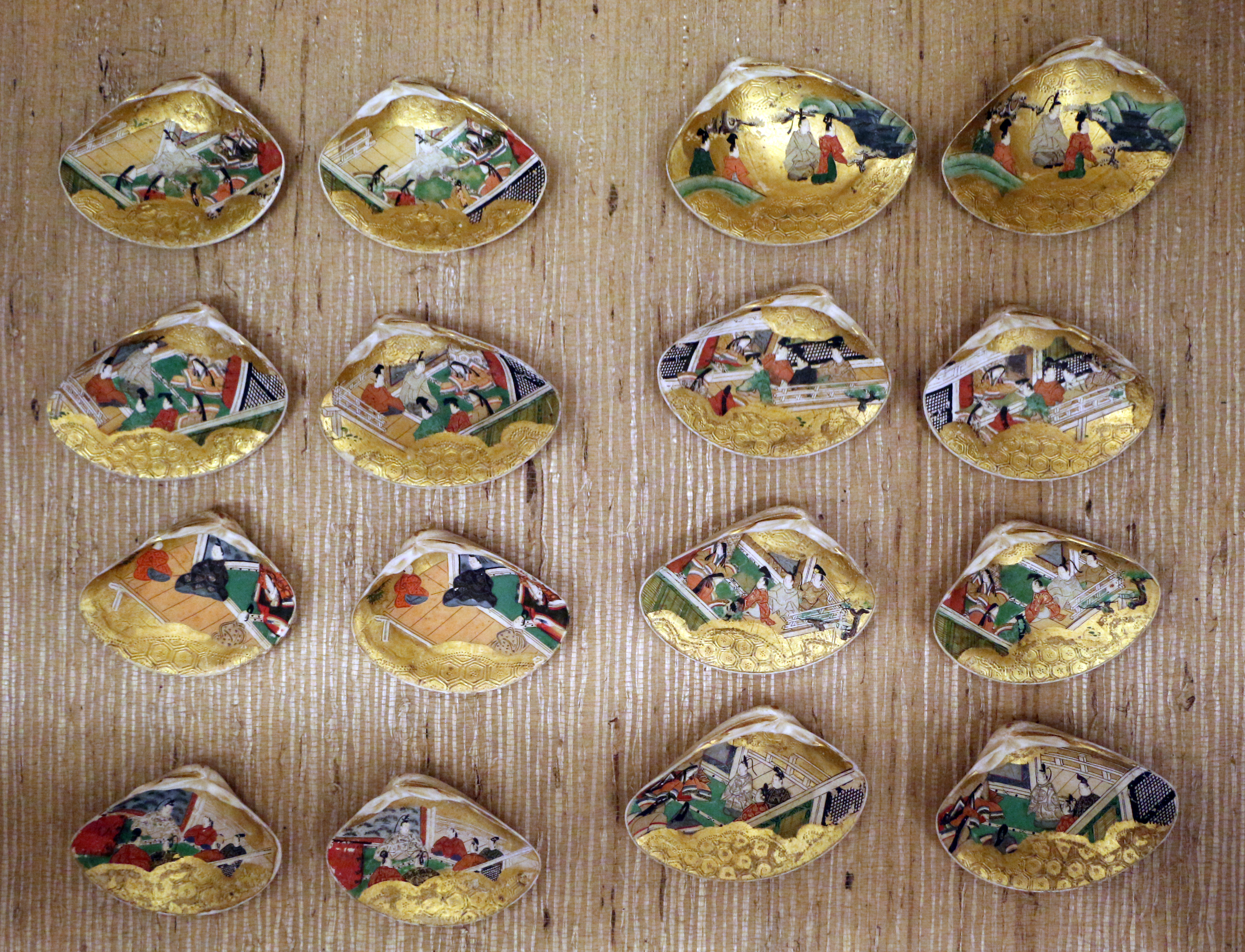
対になっている状態

貝覆いの貝は女性の掌中に握るのに適した大きさの、伊勢国二見産ハマグリを用いた。殻の内面には紙を貼り、『源氏物語』などの絵をかき、金箔などで極彩色に仕上げ、左右一対の殻には同じ絵を描いた。
貝は耳の短い方を前にして、頂を自分の方に向けると、右が出し貝すなわち陰、左が地貝すなわち陽であり、これを天地に象（かたど）り、男女に付会し、別々の貝桶におさめ、天文暦学等に関連せしめて、遊びの方法が定められた。天にかたどった地貝の伏せ方は、まず中央に12ヶ月にかたどって12個を伏せ、7曜日にかたどってしだいに7個をくわえ、1年の日数にかたどった360個のハマグリ殻を過不足無く9列にならべる。9列であるのは昔の天文学で天を九重と考えたからであるという。すなわち口が12、次が19とある。この19という数は暦学上重要な数であり陽暦も陰暦も19箇年で一循環するという。
地貝を立て終ると、出役の女房が出貝桶から出貝1個を取り出し、中央に伏せる。周囲に並んだ20人以上の姫君方が、360の地貝に斑紋や形状等の出貝と全く同じものを見定め、おもむろに1対のハマグリ殻を掌中に取り上げ、片手で合わせ、よくあったならば、2つにわけて膝の前に伏せる。出役が出貝を中心に伏せると、また同じことを繰り返し、最も多く取った者が勝である。
幾度も間違えることは恥辱であるとされ、おのずと修身の具ともなり、明治維新前までは貝桶が上流社会の嫁入り道具の一であったというが、近代以降は遊ばれることもなく、実物の貝覆いの道具一式は博物館などで見られる程度であるが、雛道具にはミニチュアの貝桶などが今なお残っているのを見ることがある。

## 江戸時代の貝合わせ

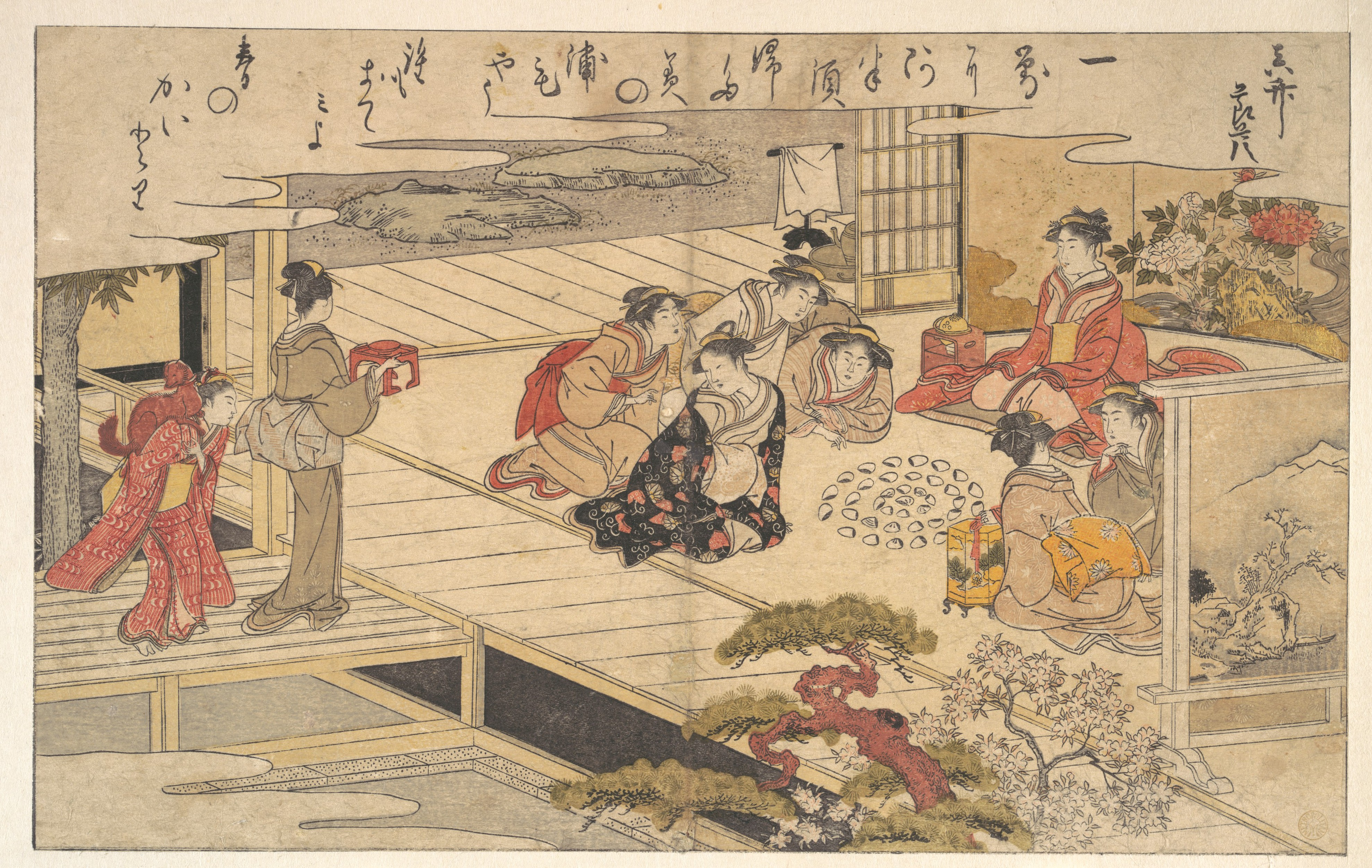
『潮干のつと』(喜多川歌麿、1790年)に出てくる貝合わせ図

江戸時代の貝合わせは、内側を蒔絵や金箔で装飾されたハマグリの貝殻を使用する。ハマグリなどの二枚貝は、対となる貝殻としか組み合わせることができないので、裏返した貝殻のペアを選ぶようにして遊んだ。
また、対になる貝を違えないところから夫婦和合の象徴として、公家や大名家の嫁入り道具の美しい貝桶や貝が作られた。貝の内側に描かれるのは自然の風物や土佐一門風の公家の男女が多く、対になる貝には同じく対になる絵が描かれた。美しく装飾された合貝を納めた貝桶は八角形の形をしており二個一対であった。大名家の姫の婚礼調度の中で最も重要な意味を持ち、婚礼行列の際には先頭で運ばれた。婚礼行列が婚家に到着すると、まず初めに貝桶を新婦側から婚家側に引き渡す｢貝桶渡し｣の儀式が行われた。貝桶渡しは家老などの重臣が担当し、大名家の婚礼に置いて重要な儀式であった。現在では人前式のセレモニー「貝合わせの儀」として使用されるようになった。

## 派生用法
- 料理における貝合わせとは、一対の貝の左右両側の殻に身が入っているように、同じ大きさの違う貝同士を組み合わせる技法のこと。